# Erzgebirge
Erzgebirge (tjekkisk:  Krušné hory ?) er bjergområdet som danner grænse mellem Sachsen i Tyskland og Böhmen i Tjekkiet. De højeste toppe i Erzgebirge er Fichtelberg (1215 m.o.h.) og Klínovec (1244 m.o.h.). Det tyske navn har Erzgebirge fået fra Erz («malm») fordi bjerggrunden er rig på forskellige metalholdige mineraler som helt siden middelalderen har gjort området til et kerneområde for minedrift i Europa. I 2019 blev 22 miner og minekomplekser føjet til UNESCOs liste over verdensarven med navnet Erzgebirge/Krušnohoří Mining Region.

## Topografi og geologi
Erzgebirge strækker sig i nordøst-sydvestlig retning i en længde af ca. 150 km og en bredde på gennemsnitlig 40 km. I øst går Erzgebirge over i Elbsandsteingebirge, mod vest i Elstergebirge og den saksiske del af Vogtland. Mod syd er der en markant overgang til det bøhmiske lavland, mens Erzgebirge i nord falder mod lavere områder omkring Elben. Lavere land omkring floderne Zschopau og Flöha deler Erzgebirge i en østlig (Osterzgebirge) og en vestlig (Westerzgebirge) del.
Erzgebirge opstod under en geologisk uroperiode for 30 mill. år siden, da området blev hævet mere end 1000 m i syd og noget mindre i nord. Samtidig førte vulkansk aktivitet til dannelsen af vulkankeglerne af basalt, Scheibenberg, Pöhlberg og Bärenstein. 
På grund af den skråstillede landplade ligger vandskellet langt mod syd i Erzgebirge – syd for grænsen mellem Tyskland og Tjekkiet – og det meste af Erzgebirge afvandes mod nord. I løbet af de sidste 1-2 mill. år har vandet gravet dybe dale i overfladen; særlig markant er Flöhadalen.
Størstedelen af Erzgebirge fremstår som et plateauland – virkelig bjergkarakter har området kun, hvor nabofloder har eroderet sig så tæt på hinanden, at kun smalle kamme står tilbage af den gamle overflade.

## Bjergværksdrift
På grund af den århundrelange minedrift er Erzgebirge et af de geologisk bedst udforskede områder i verden. I vest dominerer glimmerskifer, fyllit og granit, mens Østerzgebirge foruden yngre basalt har gneis og kvartsporfyr.
Allerede i 1100-tallet blev der udvundet sølv i nærheden af Freiberg, og omtrent på samme tid blev der opdaget tinmalm ved foden af Erzgebirge i syd. I anden halvdel af 1200-tallet kom der gang i glasfabrikation; den første glashytte lå i Jilmová. Efterhånden som om grubedriften øgedes, måtte den skovforbrugende glasfremstilling vige pladsen.
I 1400-tallet blev nye rige malmforekomster fundet omkring Schneeberg, Annaberg og Jáchymov. Minerne førte til stor tilstrømning til Erzgebirge, og i hurtig rækkefølge opstod nye, planlagte minebyer som Marienberg, Oberwiesenthal, Boží Dar, Hora Svatého Šebestiána, Horní Blatná og Johanngeorgenstadt. 
I 1600-tallet var  minedriftens glansperiode ovre i Erzgebirge, og indbyggerne måtte søge andre næringsveje. Særlig kvinderne havde allerede i lang tid arbejdet med forskellige former for tekstilhåndværk, men da disse sjældent gav fuldtidsbeskæftigelse, begyndte mange erzgebirgere at udnytte deres håndværksmæssige dygtighed – som var udviklet i generationer som en følge af behov indenfor grubedriften – til forskellige former for trævare- og legetøjsfremstilling.
Efter opfindelsen af koboltblåt oplevede grubedriften en ny opblomstring. Schneeberg blev et centrum for udvinding af kobolt, som blev forarbejdet til koboltblåt i statlige blåfarveværker. Det lykkedes at holde produktionsprocessen hemmelig, og i hundrede år havde blåfarveværkerne i Erzgebirge verdensmonopol på koboltblåt.
Fra ca. 1820 begyndte man i Johanngeorgenstadt at bryde uranmalm, som også blev brugt til at fremstille farvestoffer for glasværkerne. Endnu rigere uranlejer blev senere opdaget i Joachimsthal.
Gennem århundrederne blev der i Erzgebirge udviklet sindrige systemer for tilførsel af overfladevand fra bjergene til at drive hejseanordninger til at hente malmen op fra grubeskakterne. De stadigt dybere gruber førte alligevel fra midten af 1800-tallet til faldende lønsomhed. Indføring af guldmøntfod i det tyske rige i 1871 gav et hurtigt fald i sølvpriserne, og gjorde med et slag de fleste sølvværker i Erzgebirge urentable, og i 1913 indstillede den sidste sølvgrube driften.
Minedriften fik et kortvarigt opsving under første og anden verdenskrig, og under sidste krig blev Jáchymov verdens største urangrube. Hele produktionen blev sat ind i kernevåbenprogrammet i Det tredje rige. Under den kolde krig begyndte en storstilet brydning af uranholdig malm i hele Erzgebirge. Virksomheden blev organiseret som et sovjetisk-østtysk statsselskab – Wismut AG.
I Freiberg indstillede de sidste gruber i 1968 virksomheden, efter at have været i drift i 800 år, mens man i Altenberg og Ehrenfriedersdorf havde udvinding af tin-, bly- og zinkmalm frem til 1991.
Erzgebirge har ud over malm også stenkulslejer, men de har ikke været i drift siden sidste halvdel af 1900-tallet.

## Juletraditioner
Erzgebirge er kendt for deres stolte tradition indenfor træskærerarbejde og træsnitteri. Særligt i forbindelse med julerelaterede figurer. Rundt omkring i bjergområdets landsbyer eksisterer der familiebaserede træsnitsværksteder hvor man i generationer har levet af at snitte julefigurer. Særligt de såkaldte Räuchermänn, nødeknækkere og pyramider er kendte produkter, som sælges for store beløb i hele verden. I byen Seiffen lige nord for den tjekkiske grænse, er der flere museer herom. Seiffen kirke er berømmet for dens romantiske udseende, der navnlig knyttes til julen. kirken minder i sit udseende om Frederiksberg kirke.